# Saison 3 de Sœur Thérèse.com
Chronologie
Saison 2 Saison 4
Cet article dresse la liste des épisodes de la saison 3 de Sœur Thérèse.com.

## Distribution
- Dominique Lavanant : Sœur Thérèse
- Édith Scob : Mère supérieure
- Marie Denarnaud : Sœur Clémence
- Maria Ducceschi : Sœur Suzanne
- Taïra Borée : Sœur Marie-Myriam
- Philippe Khorsand : Jacky Roche
- Martin Lamotte : Lieutenant Gérard Bonaventure
- Sébastien Knafo : Gabriel Lambert
- Gérard Caillaud : Commandant Mazaud
- Christian Pereira : Lieutenant Delvaux
- Ariane Séguillon : Lucie

### Invités
- Xavier Deluc : Capitaine Colin
- Xavier Lemaître : le bijoutier

## Liste des épisodes

### Épisode 1:Jardin secret
- France : 19 janvier 2004 sur TF1

- Christine Murillo : Nathalie Delorme
- Mélanie Maudran : Corinne Delorme
- Marc Citti : Frédéric Leclerc
- Tom Renault : Théo
- Jean-Claude Bolle-Reddat : Maurice Fargeat
- Marc Rioufol : Roland Locard
- Florence d'Azémar : Secrétaire Locard
- Anne-Cécile Crapie : Infirmière chef
- Christophe Raült : Marco

### Épisode 2:Retour de flammes
- France : 5 avril 2004 sur TF1

- Nathalie Mann : Leslie Saunier
- Marc Berman : François Joly
- Marc Samuel : Jean-Louis Desportes
- Alain Cauchi : Albert Brossard
- Jeremy Banster : Max
- Marie Allan : Carole Levallois
- Karine Belly : Cécile Lefranc
- Chantal Bronner : Anne-Claire Desportes
- Lucien Jean-Baptiste : Le légiste
- Marc Léonian : Surveillant douches
- Thierry Robard : Flic IGS
- Guillaume Adam : Le réceptionniste
- Patrick Dassac : Planton SRPJ

### Épisode 3:Sang d'encre
- France : 13 octobre 2004 sur TF1

- Maxime Leroux : Henri Nadjar
- Viktor Lazlo : Chantal Carlier
- Valentine Teisseire : Judith Raoul Duval
- Loïc Corbery : Lionel Mestayer
- Didier Rousset : Victor
- Christian Mulot : OPJ
- Jean Rupert : Le voisin
- Sophie Guiter : L'infirmière
- Vanessa Valence : Secrétaire Carlier
- Francis Perrin : Alain Carlier
- Thierry Hancisse : Raphaël Sommelier